# Puerta de Corral Quemado
Puerta de Corral Quemado är en ort i Argentina.   Den ligger i provinsen Catamarca, i den norra delen av landet, 1 200 km nordväst om huvudstaden Buenos Aires. Puerta de Corral Quemado ligger 1 884 meter över havet och antalet invånare är 1 634.
Terrängen runt Puerta de Corral Quemado är kuperad åt nordväst, men åt sydost är den platt. Runt Puerta de Corral Quemado är det mycket glesbefolkat, med 2 invånare per kvadratkilometer.. Närmaste större samhälle är Hualfín, 10,4 km öster om Puerta de Corral Quemado.
Omgivningarna runt Puerta de Corral Quemado är i huvudsak ett öppet busklandskap.